# Lista nagród i nominacji otrzymanych przez serial Sherlock
Sherlock – brytyjski kryminalny serial telewizyjny stworzony przez Stevena Moffata i Marka Gatissa na podstawie dzieła sir Arthura Conana Doyle’a. Jest to nowoczesna interpretacja historii Arthura Conana Doyle’a o detektywie Sherlocku Holmesie z Benedictem Cumberbatchem w roli tytułowej oraz Martinem Freemanem w roli doktora Watsona. Sherlock został nominowany do wielu różnych nagród.

## BAFTA
Chociaż pierwsza seria zdobyła nagrodę za najlepszy serial dramatyczny, uległy zmianie zasady nominowania do tej kategorii w 2012 roku.
| Rok  | Nominowane           | Kategoria                                   | Rezultat  |
| ---- | -------------------- | ------------------------------------------- | --------- |
| 2011 | Sherlock 1. seria    | Najlepszy serial dramatyczny                | Wygrana   |
| 2011 | Sherlock 1. seria    | Nagroda publiczności YouTube                | Nominacja |
| 2011 | Benedict Cumberbatch | Najlepszy pierwszoplanowy aktor telewizyjny | Nominacja |
| 2011 | Martin Freeman       | Najlepszy drugoplanowy aktor telewizyjny    | Wygrana   |
| 2012 | Sherlock 2. seria    | Nagroda publiczności YouTube                | Nominacja |
| 2012 | Benedict Cumberbatch | Najlepszy pierwszoplanowy aktor telewizyjny | Nominacja |
| 2012 | Martin Freeman       | Najlepszy drugoplanowy aktor telewizyjny    | Nominacja |
| 2012 | Andrew Scott         | Najlepszy drugoplanowy aktor telewizyjny    | Wygrana   |
| 2015 | Benedict Cumberbatch | Najlepszy pierwszoplanowy aktor telewizyjny | Nominacja |
| 2015 | Sherlock 3. seria    | Radio Times Audience Award                  | Wygrana   |

## BAFTA Cymru
| Rok  | Nominowane                             | Kategoria                        | Rezultat  |
| ---- | -------------------------------------- | -------------------------------- | --------- |
| 2011 | Sue Vertue (Studium w rózu)            | Television drama                 | Wygrana   |
| 2011 | Euros Lyn (Niewidomy bankier)          | Director: Fiction                | Wygrana   |
| 2011 | Steve Lawes (Studium w różu)           | Director of Photography: Fiction | Wygrana   |
| 2011 | Arwel Wyn Jones (Studium w różu)       | Production Design                | Wygrana   |
| 2011 | Claire Pritchard-Jones (Wielka gra)    | Make Up & Hair                   | Wygrana   |
| 2011 | Bang Post Production Team (Wielka gra) | Best Sound                       | Nominacja |
| 2013 | Arwel Wyn Jones (Sezon 2)              | Production Design                | Wygrana   |
| 2013 | Bang Post Production (Sezon 2)         | Sound                            | Nominacja |
| 2013 | Meinir Jones-Lewis (Sezon 2)           | Make Up & Hair                   | Wygrana   |
| 2013 | Sue Vertue (Sezon 2)                   | Television Drama                 | Nominacja |

## Banff Television Festival
| Rok  | Nominowane                           | Kategoria                  | Rezultat |
| ---- | ------------------------------------ | -------------------------- | -------- |
| 2011 | Best Drama: Sherlock: Studium w różu | Continuing Series Programs | Wygrana  |

## British Academy Television Craft Awards
| Rok  | Nominowane                                                                                | Kategoria                                        | Rezultat |
| ---- | ----------------------------------------------------------------------------------------- | ------------------------------------------------ | -------- |
| 2012 | Steven Moffat (Skandal w dzielnicy Belgravia)                                             | Najlepszy scenariusz telewizyjny                 | Wygrana  |
| 2012 | Charlie Phillips (Skandal w dzielnicy Belgravia)                                          | Najlepszy montaż telewizyjny (fikcja / rozrywka) | Wygrana  |
| 2012 | John Mooney, Jeremy Child, Howard Bargroff, Doug Sinclair (Skandal w dzielnicy Belgravia) | Najlepszy dźwięk telewizyjny (fikcja / rozrywka) | Wygrana  |

## Broadcasting Press Guild Awards
| Rok  | Nominowane                                            | Kategoria                    | Rezultat  |
| ---- | ----------------------------------------------------- | ---------------------------- | --------- |
| 2011 | Benedict Cumberbatch                                  | Najlepszy aktor              | Wygrana   |
| 2011 | Sherlock                                              | Najlepszy serial dramatyczny | Nominacja |
| 2011 | Sherlock (Mark Gatiss, Steven Moffat, Steve Thompson) | Writer's Award               | Nominacja |
| 2013 | Benedict Cumberbatch                                  | Najlepszy aktor              | Wygrana   |
| 2013 | Sherlock                                              | Najlepszy serial dramatyczny | Nominacja |
| 2013 | Steven Moffat (Sherlock)                              | BPG Writer’s Award           | Nominacja |

## Cinema Audio Society Awards
| Rok  | Nominowane                                                                                      | Kategoria                                                                     | Rezultat  |
| ---- | ----------------------------------------------------------------------------------------------- | ----------------------------------------------------------------------------- | --------- |
| 2013 | John Mooney (production mixer) Howard Bargroff (re-recording mixer) Odcinek Skandal w Belgravii | Outstanding Achievement in Sound Mixing for Television Movie or Mini-Series   | Nominacja |
| 2013 | John Mooney (production mixer) Howard Bargroff (re-recording mixer) Odcinek Skandal w Belgravii | Outstanding Achievement in Sound Mixing for Television Movies and Mini-Series | Nominacja |

## Crime Thriller Awards
| Rok  | Nominowane           | Kategoria                       | Rezultat  |
| ---- | -------------------- | ------------------------------- | --------- |
| 2010 | Benedict Cumberbatch | Best Leading Actor              | Wygrana   |
| 2010 | Rupert Graves        | Best Supporting Actor           | Nominacja |
| 2012 | Martin Freeman       | Best Supporting Actor           | Wygrana   |
| 2012 | Benedict Cumberbatch | Best Leading Actor              | Wygrana   |
| 2012 | Sherlock             | Best TV Drama, Serial or Season | Wygrana   |
| 2012 | Una Stubbs           | Best Supporting Actress         | Nominacja |
| 2014 | Amanda Abbington     | Best Supporting Actress         | Wygrana   |
| 2014 | Benedict Cumberbatch | Best Leading Actor              | Nominacja |
| 2014 | Mark Gatiss          | Best Supporting Actor           | Nominacja |
| 2014 | Sherlock             | Best TV Drama, Serial or Season | Nominacja |

## Critics’ Choice Television Award
| Rok  | Nominowane                   | Kategoria                                                            | Rezultat  |
| ---- | ---------------------------- | -------------------------------------------------------------------- | --------- |
| 2012 | Sherlock                     | Najlepszy miniserial lub film telewizyjny                            | Wygrana   |
| 2012 | Benedict Cumberbatch         | Najlepszy aktor w miniserialu lub filmie telewizyjnym                | Wygrana   |
| 2012 | Lara Pulver                  | Najlepsza aktorka w miniserialu lub filmie telewizyjnym              | Nominacja |
| 2014 | Odc. Jego ostatnia przysięga | Najlepszy film telewizyjny                                           | Nominacja |
| 2014 | Benedict Cumberbatch         | Najlepszy aktor w miniserialu lub filmie telewizyjnym                | Nominacja |
| 2014 | Amanda Abbington             | Najlepsza aktorka drugoplanowa w miniserialu lub filmie telewizyjnym | Nominacja |
| 2014 | Martin Freeman               | Najlepszy aktor drugoplanowy w miniserialu lub filmie telewizyjnym   | Nominacja |

## Edinburgh International Television Festival
| Rok  | Nominowane        | Kategoria                                            | Rezultat |
| ---- | ----------------- | ---------------------------------------------------- | -------- |
| 2011 | Sherlock 1. seria | Arqiva award for the best terrestrial show           | Wygrana  |
| 2012 | Sherlock 2. seria | Arqiva award for the best terrestrial show           | Wygrana  |
| 2012 | Sherlock 2. seria | The Network and Ones to Watch Programme Choice Award | Wygrana  |

## IFTA
| Rok  | Nominowane   | Kategoria                                | Rezultat |
| ---- | ------------ | ---------------------------------------- | -------- |
| 2013 | Andrew Scott | Najlepszy aktor drugoplanowy w telewizji | Wygrana  |

## National Television Award
| Rok  | Nominowane                      | Kategoria                   | Rezultat  |
| ---- | ------------------------------- | --------------------------- | --------- |
| 2011 | Sherlock                        | Best Drama                  | Nominacja |
| 2011 | Benedict Cumberbatch (Sherlock) | Best Drama Male Performance | Nominacja |
| 2013 | Sherlock                        | Best Drama                  | Nominacja |
| 2013 | Benedict Cumberbatch (Sherlock) | Best Drama Male Performance | Nominacja |
| 2014 | Benedict Cumberbatch (Sherlock) | Best TV Detective           | Wygrana   |
| 2015 | Sherlock                        | Best Drama                  | Nominacja |
| 2015 | Benedict Cumberbatch (Sherlock) | Best Drama Male Performance | Nominacja |

## Nagroda Emmy
| Rok  | Nominowane | Kategoria | Rezultat  |
| ---- | --- | --- | --------- |
| 2011 | Studium w różu (Steven Moffat) | Najlepszy scenariusz miniserialu, filmu telewizyjnego lub dramatycznego programu specjalnego                                         | Nominacja |
| 2011 | Studium w różu (Charlie Phillips) | Najlepszy montaż miniserialu lub filmu telewizyjnego kręconego przy użyciu jednej kamery                                             | Nominacja |
| 2011 | Studium w różu (James D. Etherington) | Najlepsze efekty specjalne w miniserialu, filmie telewizyjnym lub programie specjalnym                                               | Nominacja |
| 2011 | Studium w różu (David Arnold, Michael Price)                                                                                              | Najlepsza kompozycja muzyczna w miniserialu, filmie telewizyjnym lub programie specjalnym (oryginalna dramatyczna ścieżka dźwiękowa) | Nominacja |
| 2012 | Skandal w dzielnicy Belgravia | Najlepszy miniserial lub film TV | Nominacja |
| 2012 | Benedict Cumberbatch | Najlepszy aktor w miniserialu lub filmie TV                                                                                          | Nominacja |
| 2012 | Martin Freeman | Najlepszy aktor drugoplanowy w miniserialu lub filmie TV                                                                             | Nominacja |
| 2012 | Skandal w dzielnicy Belgravia (Paul McGuigan)                                                                                             | Najlepsza reżyseria w miniserialu lub filmie TV                                                                                      | Nominacja |
| 2012 | Skandal w dzielnicy Belgravia | Najlepszy scenariusz w miniserialu lub filmie TV                                                                                     | Nominacja |
| 2012 | Skandal w dzielnicy Belgravia | Najlepsze zdjęcia w miniserialu lub filmie TV                                                                                        | Nominacja |
| 2012 | Skandal w dzielnicy Belgravia | Najlepszy dobór obsady w miniserialu lub filmie TV                                                                                   | Nominacja |
| 2012 | Skandal w dzielnicy Belgravia | Najlepsza scenografia w miniserialu lub filmie TV                                                                                    | Nominacja |
| 2012 | Skandal w dzielnicy Belgravia | Najlepszy montaż w miniserialu lub filmie z użyciem jednej kamery                                                                    | Nominacja |
| 2012 | Skandal w dzielnicy Belgravia | Outstanding Costumes For A Miniseries, Movie Or A Special                                                                            | Nominacja |
| 2012 | Skandal w dzielnicy Belgravia | Outstanding Sound Mixing For A Miniseries Or A Movie                                                                                 | Nominacja |
| 2012 | Skandal w dzielnicy Belgravia | Outstanding Sound Editing For A Miniseries, Movie Or A Special                                                                       | Nominacja |
| 2012 | Skandal w dzielnicy Belgravia | Najlepsza muzyka w miniserialu, filmie lub programie specjalnym                                                                      | Nominacja |
| 2014 | Benedict Cumberbatch (His Last Vow) | Najlepszy aktor w miniserialu lub filmie TV                                                                                          | Wygrana   |
| 2014 | Martin Freeman | Najlepszy aktor drugoplanowy w miniserialu lub filmie telewizyjnym                                                                   | Wygrana   |
| 2014 | David Arnold, Michael Price (His Last Vow)                                                                                                | Najlepsza kompozycja muzyczna w miniserialu, filmie telewizyjnym lub programie specjalnym (orygnalna dramatyczna ścieżka dźwiękowa)  | Wygrana   |
| 2014 | Neville Kidd (His Last Vow) | Najlepsze zdjęcia w miniserialu lub filmie telewizyjnym                                                                              | Wygrana   |
| 2014 | Doug Sinclair, Jon Joyce, Paul McFadden, Stuart McCowan, Sue Harding (His Last Vow)                                                       | Najlepszy montaż dźwięku w miniserialu, filmie telewizyjnym lub programie specjalnym                                                 | Wygrana   |
| 2014 | Yan Miles (His Last Vow) | Najlepszy montaż miniserialu lub filmu telewizyjnego kręconego przy użyciu jednej kamery                                             | Wygrana   |
| 2014 | Steven Moffat (His Last Vow) | Najlepszy scenariusz miniserialu, filmu telewizyjnego lub dramatycznego programu specjalnego                                         | Wygrana   |
| 2014 | His Last Vow | Najlepszy film telewizyjny | Nominacja |
| 2014 | Nick Hurran (His Last Vow) | Najlepsza reżyseria miniserialu, filmu telewizyjnego lub dramatycznego programu specjalnego                                          | Nominacja |
| 2014 | Sarah Arthur, Ceri Walford (His Last Vow)                                                                                                 | Najlepsze kostiumy w miniserialu, filmie telewizyjnym lub programie specjalnym                                                       | Nominacja |
| 2014 | His Last Vow | Najlepszy dobór obsady miniserialu, filmu telewizyjnego lub programu specjalnego                                                     | Nominacja |
| 2014 | Doug Sinclair, Howard Bargroff, John Mooney, Peter Gleaves (His Last Vow)                                                                 | Najlepszy dźwięk w miniserialu lub filmie telewizyjnym                                                                               | Nominacja |
| 2016 | Upiorna panna młoda | Najlepszy film telewizyjny | Wygrana   |
| 2016 | Upiorna panna młoda | Najlepsze drugoplanowe efekty specjalne                                                                                              | Wygrana   |
| 2016 | Upiorna panna młoda (Benedict Cumberbatch)                                                                                                | Najlepszy aktor w serialu limitowanym lub filmie telewizyjnym                                                                        | Nominacja |
| 2016 | Upiorna panna młoda (Suzie Lavelle) | Najlepsze zdjęcia w serialu limitowanym lub filmie telewizyjnym                                                                      | Nominacja |
| 2016 | Upiorna panna młoda (Howard Bargroff, John Mooney, Nick Wollage, Peter Gleaves)                                                           | Najlepszy dźwięk w serialu limitowanym lub filmie telewizyjnym                                                                       | Nominacja |
| 2016 | Upiorna panna młoda (Doug Sinclair, Howard Bargroff, Jamie Talbutt, Jon Joyce, Julie Ankerson, Paul McFadden, Rael Jones, Stuart McCowan) | Najlepszy montaż dźwięku w serialu limitowanym, filmie telewizyjnym lub programie specjalnym                                         | Nominacja |

## Nagroda Gildii Aktorów Ekranowych
| Rok  | Nominowane                                     | Kategoria                                             | Rezultat  |
| ---- | ---------------------------------------------- | ----------------------------------------------------- | --------- |
| 2015 | Benedict Cumberbatch za odcinek "His Last Vow" | Najlepszy aktor w filmie telewizyjnym lub miniserialu | Nominacja |

## Nagroda Gildii Scenografów
| Rok  | Nominowane                            | Kategoria                                                   | Rezultat  |
| ---- | ------------------------------------- | ----------------------------------------------------------- | --------- |
| 2015 | Arwel Jones za odcinek "His Last Vow" | Najlepsza scenografia w filmie telewizyjnym lub miniserialu | Nominacja |

## Nagroda Gildii Kostiumologów
| Rok  | Nominowane   | Kategoria                                                | Rezultat |
| ---- | ------------ | -------------------------------------------------------- | -------- |
| 2015 | Sarah Arthur | Najlepsze kostiumy w filmie telewizyjnym lub miniserialu | Wygrana  |

## Nagrody im. Edgara Allana Poego
| Rok  | Nominowane                                    | Kategoria                        | Rezultat |
| ---- | --------------------------------------------- | -------------------------------- | -------- |
| 2013 | Steven Moffat (Skandal w dzielnicy Belgravia) | Best Television Episode Teleplay | Wygrana  |

## PAAFTJ Television Awards
PAAFTJ Television Awards powstały w 2012 roku i są wręczane przez Pan-American Association of Film & Television Journalists.
| Rok  | Nominowane | Kategoria                                           | Rezultat  |
| ---- | --- | --------------------------------------------------- | --------- |
| 2012 | Sherlock | Best miniseries or tv movie                         | Wygrana   |
| 2012 | Benedict Cumberbatch (Sherlock) | Best lead actor in a miniseries or tv movie         | Nominacja |
| 2012 | Martin Freeman (Sherlock) | Best supporting actor in a miniseries or tv movie   | Nominacja |
| 2012 | Lara Pulver (Sherlock) | Best supporting actress in a miniseries or tv movie | Nominacja |
| 2012 | Sherlock: Benedict Cumberbatch, Martin Freeman, Una Stubbs, Rupert Graves, Louise Brealey, Mark Gatiss, Andrew Scott, Vinette Robinson, Jonathan Aris, Lara Pulver, Russell Tovey; casting by Kate Rhodes James | Best cast in a miniseries or tv movie               | Wygrana   |
| 2012 | Steven Moffat & Steve Thompson & Mark Gatiss (Sherlock) | Best writing for a miniseries or tv movie           | Wygrana   |
| 2012 | Charlie Phillips (Sherlock) | Best editing in a miniseries or tv movie            | Nominacja |

## Peabody Award
| Rok  | Nominowane     | Kategoria   | Rezultat |
| ---- | -------------- | ----------- | -------- |
| 2010 | Studium w różu | Masterpiece | Wygrana  |

## Prix Europa
| Rok  | Nominowane     | Kategoria  | Rezultat |
| ---- | -------------- | ---------- | -------- |
| 2011 | Studium w różu | TV Fiction | Wygrana  |

## Royal Television Society

### RTS Craft & Design Award
| Rok  | Nominowane                              | Kategoria                         | Rezultat  |
| ---- | --------------------------------------- | --------------------------------- | --------- |
| 2010 | Steve Lawes (Sherlock)                  | Best Photography: Drama           | Nominacja |
| 2010 | Kevin Horsewood (Sherlock)              | Best Effects: Picture Enhancement | Wygrana   |
| 2010 | Charlie Phillips (Sherlock)             | Best Tape and Film Editing: Drama | Wygrana   |
| 2010 | David Arnold & Michael Price (Sherlock) | Best Music: Original Score        | Nominacja |
| 2010 | David Arnold & Michael Price (Sherlock) | Best Music: Original Title        | Wygrana   |

### RTS Television Award
| Rok  | Nominowane               | Kategoria                    | Rezultat  |
| ---- | ------------------------ | ---------------------------- | --------- |
| 2011 | Sherlock                 | Najlepszy serial dramatyczny | Wygrana   |
| 2013 | Sherlock                 | Best Drama Series            | Nominacja |
| 2013 | Steven Moffat (Sherlock) | Writer - Drama               | Nominacja |

## Satelita
| Rok  | Nominowane           | Kategoria                                             | Rezultat  |
| ---- | -------------------- | ----------------------------------------------------- | --------- |
| 2010 | Sherlock             | Najlepszy miniserial                                  | Wygrana   |
| 2010 | Benedict Cumberbatch | Najlepszy aktor w miniserialu lub filmie telewizyjnym | Nominacja |
| 2012 | Sherlock             | Najlepszy miniserial                                  | Nominacja |
| 2012 | Benedict Cumberbatch | Najlepszy aktor w miniserialu lub filmie telewizyjnym | Wygrana   |
| 2014 | Sherlock             | Najlepszy miniserial                                  | Nominacja |

## Saturn
| Rok  | Nominowane                 | Kategoria                         | Rezultat  |
| ---- | -------------------------- | --------------------------------- | --------- |
| 2011 | Mark Gatiss, Steven Moffat | Najlepsza prezentacja telewizyjna | Nominacja |

## Seoul International Drama Awards
| Rok  | Nominowane | Kategoria                                  | Rezultat |
| ---- | ---------- | ------------------------------------------ | -------- |
| 2014 | Sherlock   | The Most Popular Foreign Drama of the Year | Wygrana  |

## South Bank Sky Arts Awards
| Rok  | Nominowane | Kategoria     | Rezultat |
| ---- | ---------- | ------------- | -------- |
| 2012 | Sherlock   | Best TV Drama | Wygrana  |

## Television Critics Association Awards
| Rok  | Nominowane            | Kategoria                                                   | Rezultat  |
| ---- | --------------------- | ----------------------------------------------------------- | --------- |
| 2011 | Masterpiece: Sherlock | Outstanding Achievement in Movies, Mini-Series and Specials | Wygrana   |
| 2012 | Masterpiece: Sherlock | Outstanding Achievement in Movies, Mini-Series and Specials | Nominacja |

## Złoty Glob
| Rok  | Nominowane                                   | Kategoria                                             | Rezultat  |
| ---- | -------------------------------------------- | ----------------------------------------------------- | --------- |
| 2013 | Benedict Cumberbatch (Masterpiece: Sherlock) | Najlepszy aktor w miniserialu lub filmie telewizyjnym | Nominacja |